# Lijst van Square Enix-spellen
Dit is een lijst van computerspellen ontwikkeld door Square Enix, het vroegere Square Co. Ltd. en Enix.
In deze lijst worden enkel computerspellen vermeld die een artikel hebben op de Nederlandstalige Wikipedia. Desondanks is deze lijst incompleet. U wordt uitgenodigd op bewerken te klikken om de lijst uit te breiden.

## Computerspellen
- James Bond 007: Blood Stone
- Lara Croft and the Guardian of Light
- Mario Sports Mix
- Secret of Evermore
- Sleeping Dogs
- Tomb Raider
- Life is Strange
- Marvel's Avengers

## Computerspelseries
- Dragon Quest
  - Dragon Quest VIII: Journey of the Cursed King
- Final Fantasy
  - Crisis Core: Final Fantasy VII
  - Final Fantasy Crystal Chronicles: Ring of Fates
  - Final Fantasy Crystal Chronicles: The Crystal Bearers
- Kingdom Hearts
  - Kingdom Hearts 358/2 Days
  - Kingdom Hearts II
  - Kingdom Hearts: Chain of Memories
- Deus Ex
  - Deus Ex
  - Deus Ex: Invisible war
  - Deus Ex: Human Revolution
  - Deus Ex: Mankind Divided